# Sempre sarai
Sempre sarai è un singolo del rapper italiano Moreno, pubblicato il 14 marzo 2014 come primo estratto dal secondo album in studio Incredibile.
La canzone ha un riarrangiamento di A parte te di Ermal Meta.

## Descrizione
Traccia conclusiva di Incredibile, Sempre sarai è stato prodotto da Takagi Beatz e ha visto la partecipazione vocale della cantante Fiorella Mannoia. Il testo ha visto la collaborazione del rapper con Ermal Meta e Dardust.
Moreno ha eseguito il brano affiancato da Mannoia per la prima volta durante la seconda prova della gara della prima puntata della tredicesima edizione di Amici di Maria De Filippi.

### Copertina
La copertina del singolo, è racchiusa nella cornice rossa che rappresenta anche la cornice della copertina dell'album che lo contiene. Dentro la cornice del singolo, appaiono delle sfumature di colori misti con prevalenza di tonalità rosse. In alto appare, con lo stesso stile di Incredibile, in bianco il nome Moreno, mentre appena sotto, sempre in bianco ma in font diverso, il titolo del singolo; in chiusura appare il featuring con Fiorella Mannoia.

## Pubblicazione
Il titolo del brano è stato svelato il 13 marzo 2014 nella pagina Facebook del rapper, mentre il giorno seguente è entrato in rotazione radiofonica. Nello stesso giorno, il brano è stato reso disponibile per il download digitale sull'iTunes Store all'interno dell'album, mentre il 18 marzo è stato pubblicato come singolo digitale attraverso i principali negozi digitali di musica.

## Video musicale
Il 15 marzo 2014 è stato pubblicato un lyric video per il brano sul canale YouTube del rapper. Realizzato da Andrea Rebuscini, in esso è possibile vedere sfondi di tonalità scure che cambiano durante la riproduzione del brano, accompagnate dal testo di colore esclusivamente bianco.

## Tracce
Testi di Moreno, Ermal Meta e Dario Faini, musiche di Alessandro Merli.
1. Sempre sarai (feat. Fiorella Mannoia) – 3:13

## Classifiche
| Classifica (2014) | Posizione massima |
| ----------------- | ----------------- |
| Italia            | 25                |